# Final de la Copa del Món de Rugbi 1987
La Final Copa del Món de Rugbi 1987 fou la primera final d'una copa del món de rugbi i el darrer d'aquella edició.
Es va jugar a l'Eden Park d'Auckland, a Nova Zelanda el 20 de juny de 1987 entre els amfitrions de Nova Zelanda i la selecció de França. L'àrbitre del partit fou l'australià Kerry Fitzgerald. Nova Zelanda va guanyar el partit 29-9 amb tres assaigs, una conversió, quatre cops de càstig i un drop, convertint-se en la primera guanyadora de la Copa del Món de Rugbi.

## Resum del partit

### Primera part
Amb un Eden Park ple de gom a gom, seu dels partits de Rugbi dels All Blacks, Nova Zelanda i França disputaren la final de la primera Copa del Món de Rugbi. Tots dos equips van començar el partit de forma ben diferent, mentre França semblava mediocre després de la seva sorprenent victòria sobre Austràlia a la semifinal, Nova Zelanda va exhibir un bon novell de joc basat en puntades sobretot en la primera meitat amb un gran Grant Fox. Un drop de Fox al minut 14 va inaugurar el marcador seguit per un assaig de Michael Jones tres minuts després, suficients per a arribar al descans amb un marcador de 9-0 pels All Black.

### Segona meitat
França va tornar dels vestidors amb les forces renovades, i un cop de càstig de Didier Camberabero semblava que la tornava a posar en el partit. Però fou un miratge i dos assaigs neozelandesos, de David Kirk i John Kirwan convertits per Fox, deixarien el marcador amb un 29-3, que Pierre Berbizier maquillaria amb un assaig convertit per Camberabero.

## Detalls del partit
| Nova Zelanda                                               | 29-9     | França                                              | 20 de juny de 1987 {{{time}}} - Assistència: 46,000 espectadors Àrbitre: Kerry V. J. Fitzgerald (Queensland, Austràlia) |
| Assaigs: Jones Kirk Kirwan Con: Fox Pen: Fox (4) Drop: Fox | [Report] | Assaig: Berbizier Con: Camberabero Pen: Camberabero | 20 de juny de 1987 {{{time}}} - Assistència: 46,000 espectadors Àrbitre: Kerry V. J. Fitzgerald (Queensland, Austràlia) |

| Nova Zelanda | França |

| New Zealand   |    |                  |
|               |    |                  |
| FB            | 15 | John Gallagher   |
| RW            | 14 | John Kirwan      |
| OC            | 13 | Joe Stanley      |
| IC            | 12 | Warwick Taylor   |
| LW            | 11 | Craig Green      |
| FH            | 10 | Grant Fox        |
| SH            | 9  | David Kirk (c)   |
| N8            | 8  | Wayne Shelford   |
| BF            | 7  | Michael Jones    |
| OF            | 6  | Alan Whetton     |
| RL            | 5  | Gary Whetton     |
| LL            | 4  | Murray Pierce    |
| TP            | 3  | John Drake       |
| HK            | 2  | Sean Fitzpatrick |
| LP            | 1  | Steve McDowall   |
| Entrenador:   |    |                  |
| Brian Lochore |    |                  |

| France          |    |                             |
|                 |    |                             |
| FB              | 15 | Serge Blanco                |
| RW              | 14 | Didier Camberabero          |
| OC              | 13 | Philippe Sella              |
| IC              | 12 | Denis Charvet               |
| LW              | 11 | Patrice Lagisquet           |
| FH              | 10 | Franck Mesnel               |
| SH              | 9  | Pierre Berbizier            |
| N8              | 8  | Laurent Rodriguez           |
| OF              | 7  | Dominique Erbani            |
| BF              | 6  | Éric Champ                  |
| RL              | 5  | Jean Condom                 |
| LL              | 4  | Alain Lorieux               |
| TP              | 3  | Jean-Pierre Garuet-Lempirou |
| HK              | 2  | Daniel Dubroca (c)          |
| LP              | 1  | Pascal Ondarts              |
| Entrenador:     |    |                             |
| Jacques Fouroux |    |                             |